# Norrköping
Norrköping er en by i landskabet Östergötland i det østlige Sverige med 98.229 (2023) indbyggere. Byen ligger ved Motala ströms udløb i Bråviken, en vig ved Østersøen. Ved Norrköping forenes Europavejene 4 og 22, og Södra stambanan sydfra deler sig der i to grene nordover. Den er hovedby i Norrköpings kommune i Östergötlands län.
Byen har udviklet sig som industriby siden 1800-tallet, og en overgang var den Sveriges centrum for tekstilindustri, men denne gik stærkt tilbage efter 2. verdenskrig. Industrien omfatter nu også maskiner, elektronik og papirmasse. Norrköping rummer flere store statslige institutioner bl.a. Migrationsverket, Sjöfartsverket, Luftfartsverket og det meteorologiske institut SMHI. Byen har også et campus af Linköpings universitet og en ikke ubetydelig havn.
Norrköping er en af Sveriges tre sporvognsbyer. Norrköpings spårvägar består af to sporvognslinjer.